# Sien
Sien ist eine Ortsgemeinde im Landkreis Birkenfeld in Rheinland-Pfalz. Sie gehört der Verbandsgemeinde Herrstein-Rhaunen an.

## Geographie
Sien liegt zwischen Idar-Oberstein und Lauterecken nordöstlich des Truppenübungsplatzes Baumholder.

## Geschichte
Die erste urkundliche Erwähnung des Ortsnamens erfolgte im Jahre 1128 als Sinede. Seit 1112 war der Ort Teil der Grafschaft Veldenz. Im 13. Jahrhundert wurde die Ortsherrschaft geteilt. Die eine Hälfte gehörte den Wildgrafen, die andere Hälfte nach mehrfach wechselndem Besitz ab 1431 den Herren von Sickingen. 1765 endete die Zeit des Kondominats und Sien unterstand komplett Johann XI. Dominik Albert Fürst zu Salm-Kyrburg. Nach der Französischen Revolution war das Dorf Teil des Kantons Grumbach im Saardepartement. Im Wiener Kongress wurde es dem Herzogtum Sachsen-Coburg-Saalfeld (1816–1826) zugeschlagen, ab 1826 gehörte es zum Herzogtum Sachsen-Coburg und Gotha, jeweils zur Exklave Fürstentum Lichtenberg. 1834 fiel dieses und damit auch Sien an Preußen. Am 1. April 1939 wurde die bis dahin selbständige Gemeinde Sienerhöfe eingegliedert.
Bevölkerungsentwicklung
Die Entwicklung der Einwohnerzahl von Sien bezogen auf das heutige Gemeindegebiet; die Werte von 1871 bis 1987 beruhen auf Volkszählungen:
| Jahr | Einwohner |
| 1815 | 379       |
| 1835 | 640       |
| 1871 | 813       |
| 1905 | 683       |
| 1939 | 613       |
| 1950 | 685       |

| Jahr | Einwohner |
| 1961 | 644       |
| 1970 | 618       |
| 1987 | 605       |
| 1997 | 599       |
| 2005 | 586       |
| 2023 | 549       |

## Religion
Wie früher üblich, musste die Bevölkerung die Religion des Landesherren annehmen. Bedingt durch die lange Zeit geteilte Ortsherrschaft, spaltete sich im 16. Jahrhundert auch die Konfessionszugehörigkeit hälftig in Protestanten und Katholiken.
Im 19. Jahrhundert gab es eine relativ große jüdische Gemeinde, die am 3. November 1843 „unter lebhafte(m) Antheil“ der gesamten christlichen Bevölkerung ihre Synagoge einweihte. 1852 waren von 530 Einwohnern 72 jüdischen Glaubens. Gegen Ende des Jahrhunderts wanderten die meisten nach Amerika aus. 1925 wohnten nur noch zehn Juden in Sien. Sechs von ihnen wurden 1942 von den Nationalsozialisten deportiert und ermordet.

## Politik

### Gemeinderat
Der Gemeinderat in Sien besteht aus zwölf Ratsmitgliedern, die bei der Kommunalwahl am 9. Juni 2024 in einer Mehrheitswahl gewählt wurden, und dem ehrenamtlichen Ortsbürgermeister als Vorsitzendem.

### Bürgermeister
Steffen Bernhard wurde am 11. November 2019 vom Gemeinderat zum Ortsbürgermeister von Sien gewählt.
Nach der Direktwahl am 26. Mai 2019, bei der kein Bewerber angetreten war, hatte der Gemeinderat am 18. Juni 2019 ursprünglich den bisherigen Ortsbürgermeister Otto Schützle in seinem Amt bestätigt, das er seit dem Jahr 2001 ausübte. Schützle musste es aber kurz darauf aus gesundheitlichen Gründen niederlegen. Bei der Direktwahl am 9. Juni 2024 wurde Bernhard als einziger Bewerber mit einem Stimmenanteil von 91,9 % für weitere fünf Jahre wiedergewählt.,

## Kultur und Sehenswürdigkeiten
Fürst Dominik ließ 1765 die – heute evangelische – Barockkirche mit Zwiebelturm erbauen. Er errichtete auch 1771 das Jagdschloss mit dreiachsigem Mittelrisalit und einem Portal mit Sandsteinrelief. Die katholische Kirche wurde 1892 in neugotischem Stil gebaut.

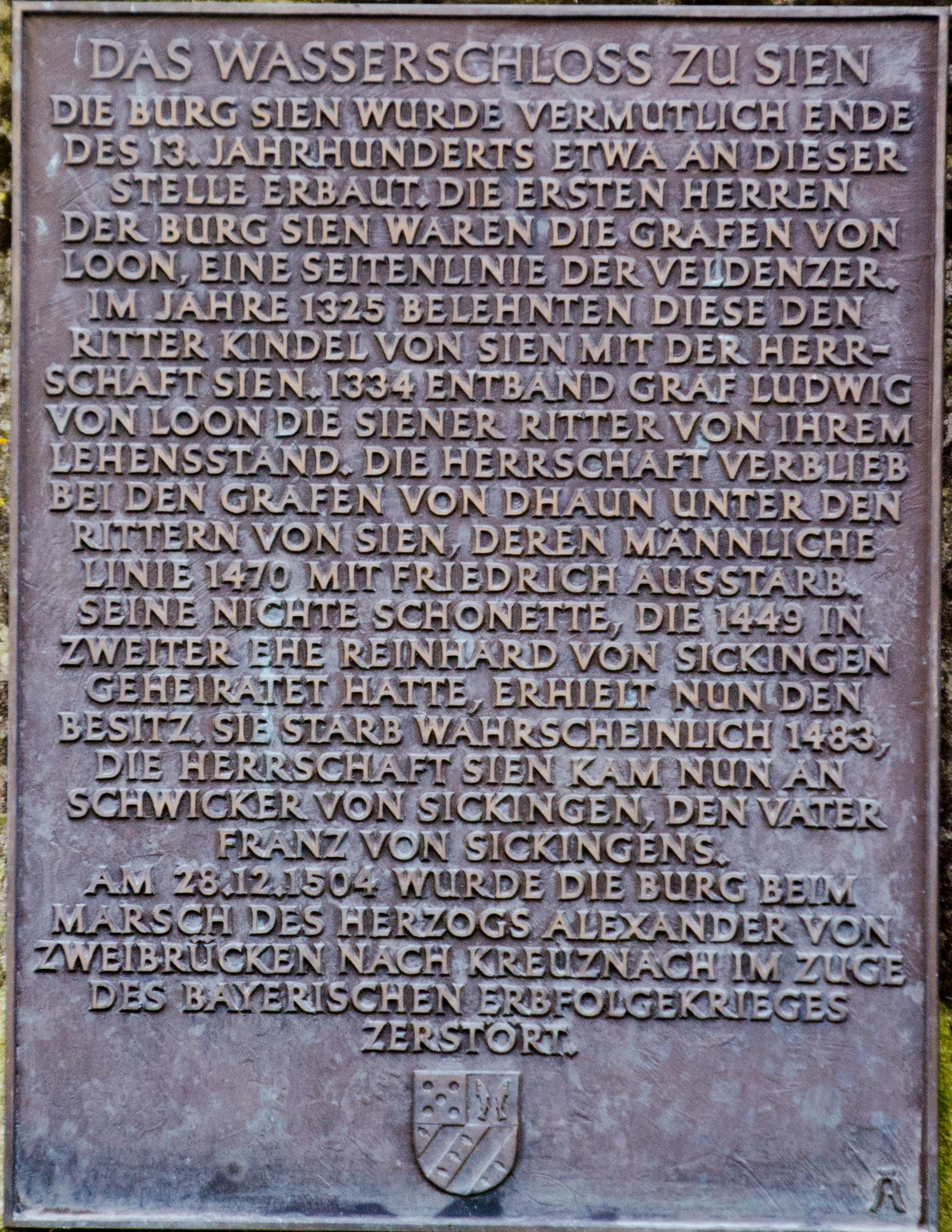
Erinnerungstafel an die Burg Sien im Ortsteil Sienerhöfe

Siehe auch:
- Liste der Kulturdenkmäler in Sien
- Liste der Naturdenkmale in Sien

## Wirtschaft und Infrastruktur
Sien liegt an der Bundesstraße 270. In Lauterecken ist ein Bahnhof der Lautertalbahn.

## Persönlichkeiten
- Waldemar Vogt (1912–1945), Landeskulturwalter und Gaupropagandaleiter in Würzburg